# Promachus ugandiensis
Promachus ugandiensis là một loài ruồi trong họ Asilidae. Promachus ugandiensis được Ricardo miêu tả năm 1920. Loài này phân bố ở vùng nhiệt đới châu Phi.